# Charles-Jacques-Désiré Robin de Coulogne
Charles-Jacques-Désiré Robin, vicomte de Coulogne, 21 août 1752 à Orly et mort le 24 octobre 1817 à Pierry (Marne), est un homme politique français. 

## Biographie
Fils de Charles Robin, chevalier de Châteaufer et vicomte de Coulogne, lieutenant-colonel au corps royal de l'artillerie et du génie, commissaire provincial d'artillerie et chevalier de l'ordre de Saint-Louis, et d'Agathe-Thérèse-Hermine Ogier.

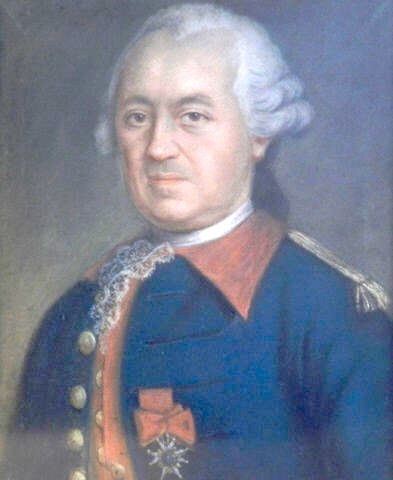
Charles Robin
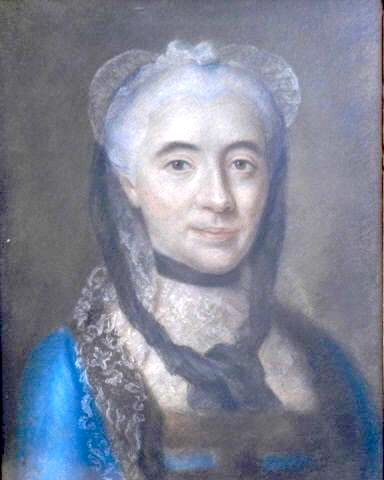
Agathe-Thérèse-Hermine Ogier

Il fréquenta l'école militaire, et en sorti en 1768 avec la croix de Notre-Dame du Mont Carmel. Il devient par la suite aide de camp de son père. Plus tard, il devient lui-même capitaine d'artillerie, poste qu'il occupait à la révolution. Pour rester fidèle au roi, il démissionna de ce poste.
Il épousa Marie-Jeanne de Pinteville en 1789. Elle était la fille de François-Antoine de Pinteville. Ensemble, ils eurent comme fils Jules Robin, né en 1799.
Il était propriétaire à Moussy (Marne) lorsqu'il fut élu, le 2 mai 1809, par le Sénat conservateur, député de la Marne au Corps législatif. Il en sortit le 20 mars 1815.
À sa mort, il est chevalier des ordres de Saint-Louis, de Saint-Lazare et de la Légion d'honneur.

## Sources
- « Charles-Jacques-Désiré Robin de Coulogne », dans Adolphe Robert et Gaston Cougny, Dictionnaire des parlementaires français, Edgar Bourloton, 1889-1891 [détail de l’édition]